# Норберто Бартоломе Річарді
Норбе́рто Бартоломе́ Річарді (ісп. Norberto Bartolomé Richardi; нар. 2 червня 1946, Мендоса) — аргентинський науковець в галузі виноробства.

## Біографія
Народився 2 червня 1946 року в місті Мендосі (Аргентина).
Працював професор з технології виноробства факультету виноробства і фруктоовочевої промисловості «Дон Баскос» у місті Мендосі. Був співробітником науково-дослідного інституту.

## Наукова діяльність
Інтереси вченого стосуються питання використання целюлозних ефірів в освітленні вин і отримання безалкогольних виноградних напоїв.

## Вшанування
Діти Норберто Бартоломе Річарді, винороби Пабло і Мар'яно, випускають марку ігристого вина, названу на честь їхнього батька — Norberto B Richardi.